# New Ghostbusters II
New Ghostbusters II (яп. ゴーストバスターズ２ Gōsutobasutāzu 2) — компьютерная игра по мотивам фильма «Охотники за привидениями 2», разработанная HAL Laboratory и изданная для Famicom и Game Boy в Японии (1990 год) и Европе (1991 год). Для NES игра не издавалась в североамериканском регионе из-за лицензионных проблем с Activision, имевшей права на издательство игр по медиафраншизе «Охотников за привидениями» и выпустившей собственную версию по второй части киновселенной — Ghostbusters II. Версия для Game Boy вышла для всех регионов под названием Ghostbusters II.

## Игровой процесс
Игра в общем следует сюжету оригинального фильма. В начале игры игрок может выбрать двух охотников из пяти персонажей (оригинальная четвёрка охотников, состоящая из Питера Венкмана, Рея Стэнца, Игона Спенглера и Уинстона Зеддмора, плюс бухгалтер Луис Тули). В каждом из шести уровней игры, разделённом на отдельные экраны, необходимо поймать всех привидений с помощью протонных ружей и ловушек для приведений. В конце каждого уровня необходимо победить босса.
Версия для Game Boy не является прямым портом Famicom-версии, хотя использует те же самые ресурсы, что оригинальная игра. Количество уровней было сокращено, переработаны катсцены и музыка.

## Критика
В момент релиза японское издание Famitsu оценило версию для Game Boy рейтингом 25/40.